# 海螨总科
海螨总科（学名：Halacaroidea）为絨蟎目的一个总科。

## 下级分类
- 海螨科 Halacaridae Viets, K.OVIETS, K. 1927
- Pezidae